# Eupithecia supporta
Eupithecia supporta là một loài bướm đêm trong họ Geometridae.